# Bothrochilus boa
Bothrochilus boa е вид змия от семейство Питонови (Pythonidae). Видът не е застрашен от изчезване.

## Разпространение
Разпространен е в Папуа Нова Гвинея (Бисмарк) и Соломонови острови.

## Описание
Продължителността им на живот е около 22,2 години.